# Bukoveț, Vidin
Bukoveț (în bulgară Буковец) este un sat în comuna Vidin, regiunea Vidin,  Bulgaria. 

## Demografie
Componența etnică a satului Bukoveț
     Bulgari (67,01%)
     Nicio identificare (32,24%)
     Altele (0,74%)
La recensământul din 2011, populația satului Bukoveț era de 673 locuitori. Din punct de vedere etnic, majoritatea locuitorilor (67,01%) erau bulgari. Pentru 32,24% din locuitori nu este cunoscută apartenența etnică.